# Tim Burton
Timothy Walter "Tim" Burton ([bə:rtn]), född 25 augusti 1958 i Burbank, Kalifornien, är en amerikansk filmregissör och filmproducent. Bland hans filmer finns Batman, Edward Scissorhands och Alice i Underlandet. Burtons "gotiska" stil finns även i de animerade filmer som han producerat, inklusive i The Nightmare Before Christmas, Corpse Bride och Frankenweenie.

## Biografi
Tim Burton är son till William Reed Burton och Jean Rae Burton, född Erickson. Burton började teckna redan i tidig ålder. Han studerade animation vid California Institute of the Arts. Burton jobbade under 1980-talet med korta animerade filmer åt Walt Disney Productions.
Under 1980-talet kom Burton via skådespelaren Paul Reubens (alias Pee-Wee Herman) att etablera sig som spelfilmsregissör. Reubens hade sett Burtons tidigare verk och ville att han skulle regissera Reubens första film med karaktären Pee-Wee i filmen Pee-Wees stora äventyr som hade premiär 1985. Filmen blev en succé. Burtons stora genombrott som regissör kom 1988 med komedifilmen Beetlejuice.
Burtons favoritskådespelare var Vincent Price, vars sista filmroll innan han gick bort 1993 var i Burtons dramafilm Edward Scissorhands. Price medverkade även i Burtons korta animation Vincent 1982 där han agerade berättarröst. Burton arbetade under flera år med en dokumentär om Price kallad Conversations with Vincent, men filmproduktionen avbröts då Price avled.
Tim Burton är en av Hollywoods mest säregna filmregissörer, med en goth-liknande visuell stil som återfinns i de flesta av hans filmer – även de som han inte regisserat själv. Burton har även framgångsrikt verkat som filmproducent. En av de mest kända filmer han producerat är den animerade musikalen The Nightmare Before Christmas från 1993, regisserad av Henry Selick och den första animerade dockfilmen från Disney. En viktig medarbetare vid Burtons filmskapande har kompositören Danny Elfman varit. Denne har gjort filmmusiken till de flesta av Burtons filmer och sjunger som Jack Skellington i The Nightmare Before Christmas och Bonejangles i Corpse Bride.
En flitigt förekommande skådespelare i Burtons filmer är Johnny Depp. Till de mer kända filmerna hör Ed Wood (1994), Sleepy Hollow (1999),  Edward Scissorhands (1990), Kalle och chokladfabriken (2005), Sweeney Todd (2007), Alice i Underlandet (2010) och Dark Shadows (2012). Depp gör också rösten till Victor i Corpse Bride (2005). Han är även gudfar till Burtons första barn, Billy Ray. Danny DeVito har också medverkat en ett flertal filmer av Burton: Big Fish (2003), Batman – återkomsten (1992), Mars Attacks! (1996) och Dumbo (2019).
Tim Burton har skrivit en bok, Voodooflickan och andra rysarsagor för vuxna (The melancholy death of Oyster Boy & other stories) (översatt av Stephen Farran-Lee och Jessika Gedin, 2001).

### Privatliv
Burton har en son (Billy-Raymond, född 2003) och en dotter (Nell, född 2007) tillsammans med skådespelaren Helena Bonham Carter. De var ett par mellan 2001 och 2014. Burton har svenskt och kroatiskt ursprung.

## Filmografi
- 1982 – Vincent
- 1984 – Frankenweenie
- 1985 – Pee-Wees stora äventyr
- 1988 – Beetlejuice
- 1989 – Batman
- 1990 – Edward Scissorhands
- 1992 – Batman – återkomsten
- 1993 – The Nightmare Before Christmas
- 1994 – Ed Wood
- 1995 – Batman Forever
- 1996 – James och jättepersikan
- 1996 – Mars Attacks!
- 1999 – Sleepy Hollow
- 2001 – Apornas planet
- 2003 – Big Fish
- 2005 – Kalle och chokladfabriken
- 2005 – Corpse Bride
- 2007 – Sweeney Todd
- 2009 – 9
- 2010 – Alice i Underlandet
- 2012 – Dark Shadows
- 2012 – Abraham Lincoln: Vampire Hunter
- 2012 – Frankenweenie
- 2014 – Big Eyes
- 2016 – Alice i Spegellandet
- 2016 – Miss Peregrines hem för besynnerliga barn
- 2019 – Dumbo
- 2024 – Beetlejuice Beetlejuice

## Priser och utmärkelser
- Daytime Emmy Award för bästa animerade barnprogram, för Beetlejuice,  1990
- Hugopriset,  1991
- Hugopriset för bästa dramatiska presentation, för Edward Scissorhands,  1991
- Saturn Award för bästa animerade film, för Corpse Bride,  2005
- Heders-Guldlejonet,  2007
- Golden Globe Award för bästa film – musikal eller komedi, för Sweeney Todd,  2008
- Winsor McCay Award,  2009
- Inkpot Award,  2009[4]
- Saturn Award för bästa animerade film, för Frankenweenie,  2012
- Officer av Arts et Lettres-orden,  2016[5]
- David di Donatello livsgärningspris,  2019
- Lumière-priset vid Lyons filmfestival,  2022[6]
- Arts et Lettres-orden
- Empire Awards
- 34th Moscow International Film Festival

[Redigera Wikidata]